# 單亦誠
單亦誠（1920年—2011年6月17日），生於山東高密，出身地主家庭。中華民國海軍中士退伍，人稱單將軍。因為在青幫中地位很高，也被稱為單老爺子。為單氏公司負責人，利用軍中幫派人脈經營軍火生意，被懷疑與尹清楓命案有所關連。

## 生平
單亦誠為山東人，為國軍中的幫派份子。他是上海青幫第二十二代「通」字輩系，上海青幫骨幹成員。
1949年，隨國軍部隊來到台灣。以中華民國海軍中士退伍後，利用軍中幫派人脈，開始經營軍火生意，成立單氏公司。1987年，代理德國的「Ａ＆Ｒ」廠與海軍簽署4艘永豐級獵雷艦合約，代號為靖海專案。因為合約利潤很高，引起許多軍火商人的注意，黑函極多，連海總武獲室主任尹清楓都捲入此案。尹清楓死前曾南下高雄處理此案，之後遇害。前刑事局長楊子敬認為單亦誠與尹清楓命案關連性很高，應該知道誰是兇手，但單亦誠透過關係潛逃大陸並宣稱他完全不知情。
單亦誠涉足海軍生意的第一單是永豐級獵雷艦，當時他的單氏公司代理德國A&R軍工廠業務，為了成功競標永豐級獵雷艦採購案。1993年12月9日海軍上校尹清楓被謀殺身亡後，軍方採購弊案相繼浮出水面，單亦誠迅速離開臺灣。據監察院調查報告顯示，單亦誠此後6年一直住在香港新世界大廈的豪華公寓內，某集團每月提供其三四十萬港幣的生活費，算下來花費近1億元新臺幣。
之後，單亦誠後因持假護照遭香港警方逮捕，交保後於2000年間返台投案。被保釋後，2002年，單亦誠再以養病為由申請解除限制離台，獲准後即前往上海定居，再未返台。多年來，單亦誠一直被視為尹案破案關鍵，因為當年尹清楓遇害與海軍青幫勢力難脫干係。尹案中單亦誠最終能全身而退，令島內輿論感慨，此案絕對是多方勢力上下共謀的結果。
海軍少將尹清楓謀殺案爆發後，中華民國海軍收押相關受賄軍官，而軍火代理商則逃亡海外。與單亦誠同一公司的獵雷艦軍火商王言午於12月20日逃美被同居人檢舉，洛杉磯警察局偵訊後將筆錄傳刑事局國際科，經報載是住洛城某軍火商係主謀，因與住洛城哈仙達崗某位高權重現役海軍上將之子熟識，因而介入海軍拉法葉艦及空軍幻象戰機購案。美國警察為尹案提供線索後，台灣軍檢警不查核亦不通緝王君，中華民國監察院對此糾正。
《壹週刊》報導: 監察院專案小組調查，總統府戰略顧問宋長志的女婿是王言仲。  王言仲與兄長王言午都喊單亦誠「舅舅」，單亦誠所組的單氏公司股東名單內有王言午的名字。
臺灣《中國時報》認為單亦誠的去世讓島內很多退役老將都松了一口氣，因為他知道太多台軍中青幫勢力的所作所為。據悉，國民黨遷台後，蔣介石為了鞏固統治、肅清異己，大力扶植青幫。幾十年下來，青幫在台軍中的勢力已經無處不在，甚至能影響重大軍購、人事升遷。海軍上校尹清楓當時先後經手了“海測”艦、“獵雷”艦、“拉法葉”艦的選型、編制預算工作，但因為人耿直、追查採購弊案，意外遭到謀殺身亡。據悉，當時涉案軍官中有15人是青幫成員，有猜測認為單亦誠極可能是幕後真凶。尹案至今查不出真相，多少跟青幫成員相互掩蓋有關。
2009年曾收一名上海人顾明原爲弟子，以延續上海青幫勢力。2011年6月17日，單亦誠在上海過世，享耆壽91歲。

## 外部連結
- 中國時報〈人稱單將軍 中士退伍青幫輩分高〉

1. ↑  . 中時新聞網.   [2023-12-31]. （原始内容存档于2023-12-30）.
2. 1 2  .   [2021-08-01]. （原始内容存档于2021-08-01）.
3. ↑  .   [2021-08-01]. （原始内容存档于2021-08-01）.
4. ↑  .   [2021-08-03]. （原始内容存档于2021-08-03）.
5. ↑  .   [2021-08-03]. （原始内容存档于2021-08-03）.